# Nazzareno Celestini
Nazzareno Celestini (Roma, 14 aprile 1914 – Roma, 7 giugno 2001) è stato un calciatore italiano, di ruolo centrocampista.

## Carriera

### Club
Nato calcisticamente nella Roma, in cui militò dal 1931 al 1937, riuscì a trovare poco spazio in squadra, essendo riserva del titolare Fasanelli e contando 3 presenze.

## Palmarès

### Club

#### Competizioni nazionali
- Serie C: 3

M.A.T.E.R.: 1938-1939, 1939-1940, 1941-1942